# (12286) Poiseuille
(12286) Poiseuille est un astéroïde de la ceinture principale.

## Description
(12286) Poiseuille est un astéroïde de la ceinture principale. Il fut découvert le 8 avril 1991 à La Silla par Eric Walter Elst. Il présente une orbite caractérisée par un demi-grand axe de 2,24 UA, une excentricité de 0,06 et une inclinaison de 2,1° par rapport à l'écliptique.

## Compléments